# Bundesjugendschreiben
Das Bundesjugendschreiben (BJS) ist ein von der Bundesjugend für Computer, Kurzschrift und Medien (BJCKM) im Deutschen Stenografenbund seit 1974 jährlich organisierter Wettbewerb, der dezentral in den örtlichen Stenografenvereinen, Schulen und anderen Bildungseinrichtungen durchgeführt wird. In den Disziplinen Kurzschrift, Tastschreiben, Staffelschreiben, Textbearbeitung und Tabellenkalkulation treten jährlich mehrere Tausend Teilnehmer gegeneinander an.

## Zweck
Zweck der Veranstaltung war zunächst ein sportlicher Wettkampf in den Disziplinen Kurzschrift und Maschinenschreiben. 1996 wurde die Wettbewerbsordnung grundlegend erneuert. Neben den rein motorischen Fertigkeiten, wird seither der gesamte Bereich der Textverarbeitung abgedeckt. Diese Erweiterung ermöglichte eine bessere Förderung der deutschen Sprache sowie eine zusätzliche Förderung des rationellen Arbeitens am Personalcomputer. Somit trägt der Wettbewerb einerseits zum Erhalt von Kulturgütern wie der Stenografie bei, andererseits zur Erlernung und Festigung moderner Arbeitstechniken. Außerdem spornt die Teilnahme am Bundesjugendschreiben Jugendliche in Schulen und Vereinen dazu an, ihre Leistungen in den jeweiligen Disziplinen weiter zu steigern.

## Disziplinen

### Kurzschrift
In der Kategorie Kurzschrift werden drei- oder fünfminütige gleichbleibende Ansagen in 40, 60 oder 80 Silben/Minute und Ansagen mit steigender Geschwindigkeit von 60 bis 130 Silben/Minute (Grundklasse), von 100 bis 205 Silben/Minute (Praktikerklasse I) und von 160 bis 300 Silben/Minute (Praktikerklasse II) angeboten, deren Aufnahmen in die Langschrift zu übertragen sind.

### Tast- und Staffelschreiben
Beim Tastschreiben wird ein Text 10 Minuten lang von einer Vorlage abgeschrieben, bei dem es nicht nur auf Geschwindigkeit, sondern auch auf Genauigkeit ankommt. Des Weiteren wird noch ein Mannschaftswettbewerb in Form eines Staffelschreibens angeboten.

### Textbearbeitung
Der Wettbewerb Textbearbeitung wurde erstmals 1996 angeboten, bis 2015 unter dem Namen Autorenkorrektur. Dabei werden 10 Minuten lang an einem vorgegebenen Text nach einer Vorlage Änderungen vorgenommen. Die Änderungen orientieren sich auch an Formatierungen im Dokument. Es werden die genormten Korrekturzeichen verwendet.

### Tabellenkalkulation
Im Jahr 2012 wurde erstmals ein Testwettbewerb im Bereich Tabellenkalkulation angeboten. Nach dem erfolgreichen Test ist die Tabellenkalkulation seit 2014 regelmäßiger Bestandteil des Bundesjugendschreibens.

## Teilnehmer und Siegerehrung
Um den Altersunterschied der Jugendlichen entsprechend zu berücksichtigen, wurden sieben Altersklassen (A bis G) eingeführt. Des Weiteren wird zwischen den Veranstaltern Schulen und Vereinen unterschieden. Somit können nicht nur die Sieger in den verschiedenen Disziplinen, sondern auch abhängig vom Alter, Austragungsort und Bundesland ermittelt werden. Auch Erwachsene können außerhalb der Konkurrenz teilnehmen.

### Behinderte Teilnehmer
Das Bundesjugendschreiben bezieht Menschen mit Behinderungen ein. Die Teilnehmer aus Einrichtungen der Behindertenhilfe, meist handelt es sich um körperbehinderte Jugendliche aus Einrichtungen wie z. B. Blindenschulen, werden gesondert berücksichtigt. Beim Bundesjugendschreiben 2011 nahmen 231 Behinderte teil.

## Ehrung
Alle Teilnehmer, die in den jeweiligen Kategorien bestanden haben, erhalten eine Leistungsurkunde. Außerdem werden die bundesweit Besten in jeder Altersklasse und in jeder Disziplin zu einer Siegerehrung eingeladen. Während in den ersten Jahren die Siegerehrung stets in Bonn stattfand, werden die Sieger heutzutage in wechselnde Orte eingeladen. 2017 fand die Siegerehrung in Bonn statt, 2018 wurden die Bundessieger in den Landschaftspark Duisburg-Nord eingeladen. Die BJCKM plant, die Siegerehrung des 46. Bundesjugendschreibens 2019 in Münster durchzuführen.